# Onkel Fester
Onkel Fester Addams (originalt Frump) er en person fra tegnefilmsserien/TV-serien The Addams Family. Han er en høj skaldet mand med et luret smil.
Han kan tænde en elpære ved bare at putte den i sin mund.
Han var i begyndelsen Morticia Addams' onkel, men senere blev senere han Gomez Addams' bror.
Onkel Fester bliver i TV-serien spillet af Jackie Coogan.
1. ↑  Navnet er anført på engelsk og stammer fra Wikidata hvor navnet endnu ikke findes på dansk.
2. ↑  Navnet er anført på engelsk og stammer fra Wikidata hvor navnet endnu ikke findes på dansk.
3. ↑  Navnet er anført på engelsk og stammer fra Wikidata hvor navnet endnu ikke findes på dansk.